# 보트 (2009년 영화)
"보트"(영어: Boat)는 2009년 개봉한 대한민국, 일본의 합작 영화이다.

## 캐스팅
- 하정우 - 형구 역
- 쓰마부키 사토시 - 토오루 역
- 차수연 - 지수 역
- 간지야 시호리 - 아츠코 역
- 이대연
- 에모토 다스쿠
- 정인기
- 도쿠나가 에리
- 아가타 모리오